# 8736 Shigehisa
8736 Shigehisa è un asteroide della fascia principale. Scoperto nel 1997, presenta un'orbita caratterizzata da un semiasse maggiore pari a 2,4766969 UA e da un'eccentricità di 0,2626875, inclinata di 2,78454° rispetto all'eclittica.
L'asteroide è dedicato all'astrofilo giapponese Osao Shigehisa.